# Алжирское космическое агентство
Алжирское космическое агентство (араб. الوكالة الفضائية الجزائرية‎, ASAL) основано 16 января 2002 года. Штаб-квартира расположена в столице Алжира. Агентство отвечает за алжирскую космическую программу.

## Национальный космический центр
Помимо управления прикладными ИСЗ (в будущем заказываемыми за рубежом), одной из целью ASAL является получение независимости в области разработки спутников. В этих целях, после разработки англичанами первого алжирского микроспутника Alsat 1, выведенного на орбиту в 2002, ASAL открыл научно-производственный центр CNTS в городе Бир-эль-Джир.